# Bonde söker fru 2006
Bonde söker fru 2006 var premiäråret för programserien Bonde söker fru. Det blev en stor succé och resulterade i flera romanser och ett bröllop mellan Mikael Larsson och Marita Carlqvist som eftersändes i TV4. Programmet hade ca 1,5 miljoner tittare varje vecka och hade en tittartopp på 1 782 000 tittare. Marcus Sjöberg fick flest brev. I finalen får bönderna tar med sig en person på en romantisk weekend.
2008 gifte sig också Andreas Westesson med sin utvalda Jessica. De har numera även ett barn tillsammans och lever tillsammans i Östergötland.

## Medverkade
- Andreas Westesson, 28 år från Vikbolandet
- Börje Carlsson, 43 år från Öland
- Ernst Andersson, 34 år från Båstad
- Jan-Olov "Janne" Gustafsson, 30 år från Eskilstuna
- Marcus Sjöberg, 28 år från Gränna
- Michael Larsson, 42 år från Götene
- Per Martin Svensson(d), 39 år, Tomelilla
- Per-Erik "Pärra" Jönsson, 28 år från Sveg

### Weekendresan
- Marcus Sjöberg och Magdalena, Nice
- Michael Larsson och Marita, Rom
- Per Martin Svensson och Maggie, Frankrike
- Andreas Westesson och Jessica, Mallorca